# Особо охраняемые природные территории России
Особо охраняемые природные территории (ООПТ) — участки земли, водной поверхности и воздушного пространства над ними, где располагаются природные комплексы и объекты, которые имеют особое природоохранное, научное, культурное, эстетическое, рекреационное и оздоровительное значение, которые изъяты решениями органов государственной власти полностью или частично из хозяйственного использования и для которых установлен режим особой охраны. 

## Виды ООПТ и их назначение
С учётом особенностей режима ООПТ и статуса находящихся на них природоохранных учреждений различаются следующие категории указанных территорий:
1. Государственные природные заповедники (в том числе биосферные);
2. Национальные парки;
3. Природные парки;
4. Государственные природные заказники;
5. Природные памятники;
6. Дендрологические парки и ботанические сады.

Некоторые ООПТ относятся к объектам Всемирного природного наследия. Государства, на территории которых расположены объекты Всемирного наследия, берут на себя обязательства по их сохранению. На территории Российской Федерации находится одиннадцать объектов Всемирного природного наследия: В состав находящихся на территории России одиннадцати объектов Всемирного природного наследия входят 13 заповедников, 7 национальных парков, 3 федеральных заказника, несколько памятников природы и буферные зоны заповедников:
1. «Девственные леса Коми» (Печоро-Илычский заповедник и национальный парк «Югыд ва»);
2. «Озеро Байкал» (заповедники Байкальский, Баргузинский, Байкало-Ленский, национальные парки Прибайкальский, Забайкальский и Тункинский (частично), заказники Кабанский и Фролихинский);
3. «Вулканы Камчатки» (природные парки Налычево, Ключевской, Быстринский, Южно-Камчатский, Кроноцкий заповедник и Южно-Камчатский федеральный заказник);
4. «Золотые горы Алтая» (Алтайский и Катунский заповедники);
5. «Западный Кавказ» (Кавказский государственный заповедник, Сочинский национальный парк, Природный парк Большой Тхач, памятники природы «Хребет Буйный», «Верховье реки Цица», «Верховье рек Пшеха и Пшехашха»; а также часть буферной зоны Кавказского заповедника, проходящая вдоль его северного и северо-западного края (ширина 1 км));
6. «Центральный Сихотэ-Алинь» (Сихотэ-Алинский заповедник и национальный парк «Бикин»);
7. «Остров Врангеля» (заповедник «Остров Врангеля»);
8. «Убсунурская котловина» ( Убсунурская котловина (заповедник));
9. «Плато Путорана» (Путоранский заповедник);
10. «Ленские столбы» (национальный парк «Ленские столбы»);
11. «Ландшафты Даурии» (Даурский заповедник).

## ООПТ России
Особо охраняемые природные территории относятся к объектам общенационального достояния. Министерство природных ресурсов и экологии Российской Федерации осуществляет государственное управление в области организации и функционирования особо охраняемых природных территорий федерального значения.
Всего в России по состоянию на 1 января 2017 года насчитывалось около 12 тысяч ООПТ федерального, регионального и местного значения, общая площадь которых составляет 232,5 млн га (с учётом морской акватории), что составляет 13,6 % от площади территории России. В 2015, 2014, 2013 и 2012 гг. данный показатель составлял 12,1 %, 11,9 %, 11,9 % и 11,8 % соответственно. Доля ООПТ федерального, регионального и местного значения без морских акваторий составила в 2016 г. 12,7 % от площади территории страны.
Федеральное значение имеют 296 ООПТ, в том числе 103 государственных природных заповедников, 49 национальных парков и 59 государственных природных заказников, а также 17 памятников природы. Общая площадь ООПТ федерального значения составляет 62,4 млн га (с учётом морских акваторий) или 48,2 млн га (без акваторий).
На долю 10 568 ООПТ регионального значения приходится 88,7 % от общего числа ООПТ и 58,6 % от суммарной площади. Общая площадь 1 071 ООПТ местного значения составляет 49,7 млн га.

### Государственные природные заповедники
На территории государственных природных заповедников полностью изымаются из хозяйственного использования особо охраняемые природные комплексы и объекты (земля, водные объекты, недра, растительный и животный мир), имеющие природоохранное, научное, эколого-просветительское значение, как образцы естественной природной среды, типичные или редкие ландшафты, места сохранения генетического фонда растительного и животного мира.
Государственные природные заповедники являются природоохранными, научно-исследовательскими и эколого-просветительскими учреждениями, имеющими целью сохранение и изучение естественного хода природных процессов и явлений, генетического фонда растительного и животного мира, отдельных видов и сообществ растений и животных, типичных и уникальных экологических систем.
В государственных природных заповедниках могут выделяться участки, на которых исключается всякое вмешательство человека в природные процессы. На специально выделенных участках частичного хозяйственного использования, не включающих особо ценные экологические системы и объекты, ради сохранения которых создавался государственный природный заповедник, допускается деятельность, которая направлена на обеспечение функционирования государственного природного заповедника и жизнедеятельности граждан, проживающих на его территории, и осуществляется в соответствии с утверждённым индивидуальным положением о данном государственном природном заповеднике.

#### Биосферные заповедники
Статус биосферных заповедников имеют государственные природные заповедники, которые входят в международную систему биосферных резерватов (биосферных заповедников), созданных в рамках программы ЮНЕСКО «Человек и биосфера». Статус биосферного заповедника может быть присвоен не только государственным природным заповедникам, но и другим особо охраняемым природным территориям: национальным паркам,
заказникам, или природным комплексам, включающим несколько видов ООПТ (например, биосферный заповедник Башкирский Урал, куда входят: государственный природный заповедник «Шульган-Таш», национальный парк «Башкирия», природный парк «Мурадымовское ущелье», природный зоологический заказник «Алтын-Солок» и зоологический заказник «Икский»).

### Национальные парки
Национальные парки являются природоохранными, эколого-просветительскими и научно-исследовательскими учреждениями, территории (акватории) которых включают в себя природные комплексы и объекты, имеющие особую экологическую, историческую и эстетическую ценность, и предназначены для использования в природоохранных, просветительских, научных и культурных целях и для регулируемого туризма.
На территориях национальных парков устанавливается дифференцированный режим особой охраны с учётом их природных, историко-культурных и иных особенностей. Исходя из указанных особенностей на территориях национальных парков могут быть выделены различные функциональные зоны, в том числе:
- заповедная, в пределах которой запрещены любая хозяйственная деятельность и рекреационное использование территории;
- особо охраняемая, в пределах которой обеспечиваются условия для сохранения природных комплексов и объектов и на территории которой допускается строго регулируемое посещение;
- познавательного туризма, предназначенная для организации экологического просвещения и ознакомления с достопримечательными объектами национального парка;
- рекреационная, в том числе предназначенная для отдыха, развития физ.культуры и разных видов спорта;
- охраны историко-культурных объектов
- обслуживания посетителей, предназначенная для размещения мест ночлега, палаточных лагерей и иных объектов туристского сервиса, культурного, бытового и информационного обслуживания посетителей;
- хозяйственного назначения, в пределах которой осуществляется хоз.деятельность, необходимая для обеспечения функционирования национального парка.

### Природные парки
Природные парки. Это природоохранные рекреационные учреждения, находящиеся в ведении субъектов Российской Федерации, территории (акватории) которых включают в себя природные комплексы и объекты, имеющие значительную экологическую и эстетическую ценность, и предназначены для использования в природоохранных, просветительских и рекреационных целях. На природные парки возлагаются следующие задачи:
- сохранение природной среды, природных ландшафтов;
- создание условий для отдыха (в том числе массового) и сохранение рекреационных ресурсов;
- разработка и внедрение эффективных методов охраны природы и поддержание экологического баланса в условиях рекреационного использования территорий природных парков.

### Государственные природные заказники
Государственными природными заказниками являются территории (акватории), имеющие особое значение для сохранения или восстановления природных комплексов или их компонентов и поддержания экологического баланса.
Государственные природные заказники могут иметь различный профиль, в том числе быть:
- комплексными (ландшафтными), предназначенными для сохранения и восстановления природных комплексов (природных ландшафтов);
- биологическими (ботаническими и зоологическими), предназначенными для сохранения и восстановления редких и исчезающих видов растений и животных, в том числе ценных видов в хозяйственном, научном и культурном отношениях;
- палеонтологическими, предназначенными для сохранения ископаемых объектов;
- гидрологическими (болотными, озерными, речными, морскими), предназначенными для сохранения и восстановления ценных водных объектов и экологических систем;
- геологическими, предназначенными для сохранения ценных объектов и комплексов неживой природы.

Для целей познавательного туризма особое значение имеют комплексные заказники, в которых туристов знакомят с редкими видами животного и растительного мира, живописными пейзажами. Как правило, разбивка туристических стоянок на территории заказников запрещена, разрешается лишь прокладка туристских троп.

### Памятники природы
Памятники природы — уникальные, невосполнимые и завораживающие своими пейзажами, ценные в экологическом, научном, культурном и эстетическом отношениях природные комплексы, а также объекты естественного и искусственного происхождения.
Памятниками природы могут быть объявлены участки суши и водного пространства, а также одиночные природные объекты, в том числе:
- участки живописных местностей;
- эталонные участки нетронутой природы;
- участки с преобладанием культурного ландшафта (старинные парки, аллеи, каналы, древние копи и т. п.);
- места произрастания и обитания ценных, реликтовых, малочисленных редких и исчезающих видов растений и животных, в том числе на границах их ареалов;
- лесные массивы и участки леса, особо ценные по своим характеристикам (породный состав, продуктивность, генетические качества, строение насаждений и т. п.), а также образцы выдающихся достижений лесохозяйственной науки и практики;
- небольшие дендрологические парки;
- объекты, играющие важную роль в поддержании гидрологического режима;
- уникальные формы рельефа и связанные с ними ландшафты (горы, группы скал, ущелья, каньоны, ледниковые цирки и троговые долины, моренно-валунные гряды, дюны, барханы, карровые поля, группы пещер, гигантские наледи, гидролакколиты и т. п.);
- геологические обнажения, имеющие научную ценность (опорные разрезы, стратотипы, выходы редких минералов, горных пород и полезных ископаемых, известные в крайне ограниченном числе);
- геолого-географические полигоны, в том числе классические участки с особенно выразительными следами сейсмических явлений, а также обнаружения разрывных и складчатых нарушений залегания горных пород;
- местонахождения редких или особо ценных палеонтологических объектов;
- участки рек, озёр, водно-болотных комплексов, водохранилищ, морских акваторий, небольшие реки с поймами, озёра, водохранилища и пруды;
- природные гидроминеральные комплексы;
- термальные источники, месторождения лечебных грязей;
- береговые объекты (косы, перешейки, полуострова, острова, бухты, лагуны и т. п.);
- отдельные объекты живой и неживой природы (места гнездования птиц, деревья-долгожители и имеющие историко-мемориальное значение, растения причудливых форм, единичные экземпляры экзотов и реликтов, вулканы, холмы, ледники, валуны, водопады, гейзеры, родники, истоки рек, скалы, утёсы, останцы, проявления карста, пещеры, гроты и т. п.).

### Дендрологические парки и ботанические сады
Дендрологические парки и ботанические сады являются природоохранными учреждениями, в задачи которых входит создание спец.коллекций растений в целях сохранения разнообразия и обогащения растительного мира, а также осуществление научной, учебной и просветительской деятельности. Территории дендрологических парков, а также ботанических садов предназначаются только для выполнения их прямых задач, при этом земельные участки передаются в бессрочное (постоянное) пользование дендрологическим паркам, ботаническим садам, а также научно-исследовательским или образовательным учреждениям, в ведении которых находятся дендрологические парки и ботанические сады.